# Loggia Vecchia
La Loggia Vecchia (Gradska vijećnica in croato) è un edificio storico situato nel centro storico della cittadina dalmata di Sebenico, in Croazia.

## Storia
i lavori di costruzione della loggia, attribuita da alcuni studiosi a Michele Sanmicheli, iniziarono prima del 1534 e terminarono nel 1547. Distrutta dai bombardamenti il 13 dicembre 1943, nel pieno della seconda guerra mondiale, fu ricostruita tra il 1949 ed il 1960 nelle originali forme rinascimentali senza tuttavia utilizzare i resti dell'edificio, una parte dei quali finì nel locale museo. 
Il piano terra, un tempo sede degli uffici legali del comune, presenta un portico aperto con nove grandi archi. Il piano superiore invece, che ospitava il tribunale, ha una loggia con una balaustra con al centro un balcone.